# バレンベルク野外博物館

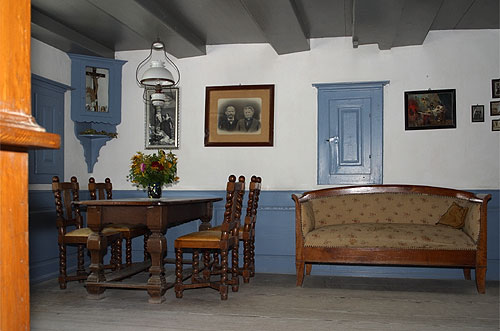

バレンベルク野外博物館 (ドイツ語：Freilichtmuseum Ballenberg　英語：Swiss Open-Air Museum Ballenberg) は、スイス、ベルン州、ベルナー・オーバーラント地方にある野外博物館で、スイス各地から移設された約100軒の古い民家が復元されている。ブリエンツとマイリンゲンのほぼ中間に位置する。80ヘクタールの広大な敷地の周囲は豊かな緑に包まれ、来場者は園内を散策しながら見学できるようになっている。
移設された古い民家は、もともとあった場所では維持、保管が困難なため、一度解体されて運ばれ、バレンベルクで復元された。園内では昔ながらのパン焼き、チーズづくり、糸紡ぎなど伝統工芸の実演も行われ、スイスの民族や伝統の暮らしに興味ある人を惹きつけている。
敷地内にはウサギ、鳥、豚など、合計250匹の動物が飼育されている他、農家の庭園も展示されている。博物館の開業は1978年。年間来場者は平均25万人を記録する。